# Rio Bonito do Iguaçu
Rio Bonito do Iguaçu  es un municipio del estado de Paraná, en Brasil. Su población estimada en 2004 era de 18 114 habitantes.